# Stosta tosticola
Stosta tosticola är en stekelart som beskrevs av Mikhail Vasilievich Kozlov 1975. Stosta tosticola ingår i släktet Stosta och familjen gallmyggesteklar. Inga underarter finns listade i Catalogue of Life.